# Hostal-Masia L'Estany Clar
L'Hostal-Masia L'Estany Clar és una obra del municipi de Cercs (Berguedà) inclosa en l'Inventari del Patrimoni Arquitectònic de Catalunya.

## Descripció
Es tracta d'una masia d'estructura clàssica coberta a dues vessants i amb el carener perpendicular a la façana de migdia, on inicialment hi havia la porta d'accés, traslladada a la façana de llevant durant les obres de restauració de l'edifici. Les finestres i balcons amb ferro forjat es distribueixen pels murs de l'edifici. La restauració ha ampliat l'actual restaurant a la pallissa veïna, adossada al mur substituint l'espai obert per un ampli finestral.

## Història
L'Estany Clar fou hostal del camí ral de Berga a Bagà i Vilada durant els segles moderns. La masia fou construïda a finals del segle xvii o començaments del segle xviii i al segle XX abandonà l'activitat original per a transformar-se en masoveria. L'any 1987 fou restaurada com restaurant i cafeteria.